# Belalanda
Belalanda is een plaats en commune in het zuiden van Madagaskar, behorend tot het district Toliara II, dat gelegen is in de regio Atsimo-Andrefana. Tijdens een volkstelling in 2001 telde de plaats 7.445 inwoners.
De plaats heeft een lokaal vliegveld. De plaats biedt naast lager onderwijs ook middelbaar onderwijs aan. 19 % van de bevolking werkt als landbouwer, 20 % houdt zich bezig met veeteelt en 60 % verdient zijn brood als visser. Het belangrijkste landbouwproduct is maniok; andere belangrijke producten zijn suikerriet, mais en zoete aardappelen. Verder is 1 % actief in de dienstensector.